# Orange, California
Orange là một thành phố toạ lạc tại quận Cam (hạt Orange), California, Hoa Kỳ. Nó cách quận lỵ Santa Ana khoảng 4,8 km về phía Bắc. Orange vẫn còn một khu phố cổ, với những ngôi nhà được xây dựng từ 1920, trong khi đó những ngôi nhà tương tự ở các nơi khác đã bị phá huỷ từ những năm 1960 để xây dựng những công trình mới. Thành phố nhỏ giàu có Villa Park được bao quanh bởi thành phố này. Theo điều tra dân số năm 2010, thành phố Orange có 136.416 cư dân.

## Lịch sử
Cư dân của các bộ tộc bản xứ Tongva và Juaneño / Luiseño đã định cư ở vùng đất này từ lâu đời. Sau cuộc thám hiểm năm 1769 của Gaspar de Portola, một đoàn thám hiểm của San Blas, Nayarit, México, dẫn đầu bởi Cha Junipero Serra, đặt tên cho khu vực này là Vallejo de Santa Ana (thung lũng Saint Anne).
Trong năm 1801, Đế quốc Tây Ban Nha đã cấp 62.500 mẫu Anh (253 km2) José Antonio Yorba, vùng đất đó ông đặt tên là Rancho San Antonio. Vùng đất đó ngày nay là các thành phố Olive, Orange, Villa Park, Santa Ana, Tustin, Costa Mesa, Newport Beach.
Don Juan Pablo Grijalva, một người lính Tây Ban Nha đã về hưu và trở thành chủ đất đầu tiên của khu vực, khi ông được cấp phép vào năm 1809 sở hữu một mãnh đất bởi chính quyền thực dân Tây Ban Nha để thiết lập một rancho và được đặt tên là Arroyo de Santiago.
Sau cuộc chiến tranh Mexico-Mỹ, vùng Alta California được Mexico nhượng lại cho Hoa Kỳ theo hiệp ước Guadalupe Hidalgo ký kết năm 1848. Những chủ đất người Californios (người định cư ở California trước khi vùng đất này thuộc quyền của Hoa Kỳ) mất quyền kiểm soát các vùng đất của mình. Nhưng một số vẫn nắm quyền trên vùng đất của mình thông qua những cuộc hôn nhân giữa Anglo và người Mỹ.

## Địa lý
Thành phố có tổng diện tích 25,2 dặm vuông (65 km2), 24,8 dặm vuông (64 km2) trong số đó là đất và 0,4 dặm vuông (1.0 km2) trong số đó là nước. Tổng diện tích là 1,75% nước.

## Khí hậu
Miền Nam California nổi tiếng với thời tiết dễ chịu quanh năm:
- Trung bình, tháng nóng nhất là tháng tám.
- Ghi lại nhiệt độ cao nhất là 110 °F (43 °C) vào năm 1985.
- Trung bình, tháng lạnh nhất là tháng mười hai.
- Ghi lại nhiệt độ thấp nhất là 22 °F (-6 °C) vào năm 1950.
- Lượng mưa trung bình tối đa xảy ra vào tháng Giêng [5].
Khoảng thời gian từ tháng 4 đến tháng 10 thời tiết thường nóng và khô với nhiệt độ trung bình cao 74-84 °F (29 °C) và thấp 52-64 °F (18 °C). Do sự điều hoà của đại dương, nhiệt độ mát hơn so với nội địa khu vực quần Cam, nơi nhiệt độ thường xuyên vượt quá 90 °F (32 °C) và thỉnh thoảng đạt đến 100 °F (38 °C). Trong thời gian từ tháng 11 đến tháng 3 năm sau trời có mưa rào.

## Phong cách kiến trúc ở Old Towne Orange
- Bungalow
- Craftsman Bungalow
- Arts and Crafts Movement
- Hip roof cottage
- Mediterranean Revival architecture
- Prairie Style architecture
- Spanish Colonial Revival architecture
- Victorian architecture

## Kinh tế
Những nơi sử dụng lao động nhiều nhất
- Bệnh viện Thánh St. Joseph's: 4,000 lao động.
- Trung tâm Y tế UC Irvine: 3,986 lao động.
- Bệnh viện Nhi Quận Cam: 2,400 lao động.
- Giao thông vận tải Quận Cam: 990 lao động.
- Đại học Chapman: 800.
- National Oilwell Varco: 800.
- Thành phố Orange: 765.
- Hệ thống y tế St. Joseph's: 550.
- CaliforniaChoice: 500.
- Word & Brown: 500.
- Trường cao đẳng Santiago Canyon: 490.

## Những thành phố kết nghĩa
- Novo Kosino, Moscow, Nga
- Orange, Australia
- Orange, Pháp
- Santiago de Querétaro, México
- Timaru, New Zealand

Orange has two community partnerships with Utrecht, the Hà Lan, and Santiago de Chile, Chile.

## Liên kết
- City of Orange Lưu trữ ngày 23 tháng 2 năm 2011 tại Wayback Machine official website